# Хеджет

Корона Хеджет.

Хеджет (егип. ḥḏt) — белая корона, которую носили фараоны Верхнего Египта. После объединения Верхнего и Нижнего Египта, произошло и объединение корон обеих земель в единую корону пшент. Символом, прикрепляемым в лобовой части короны хеджет, была голова богини-грифа Нехбет. Аналогичным символом на красной короне дешрет была богиня-кобра Уаджит. После объединения корон двух земель, обе богини размещались в лобовой части короны пшент.
Белая и красная короны имеют древнее происхождение, уходящее корнями далеко в прошлое в Додинастическую эпоху, тем самым показывая, что царская система была уже в те времена взята за основу политической организации древнеегипетского общества. Самые ранние изображения короны хеджет встречаются повсеместно в Северной Нубии (Та-Сети), в периоде Накада II, около 3500-3200 года до н. э..

## Изображения
Богиня-защитница Нехбет, чей культ располагался вблизи города Нехен, изображалась как женщина, реже женщина с головой грифа в белой короне. Бога-сокола Гора из Нехена также изображали в белой короне. На известной палетке Нармера, которая была найдена в Нехене, царь юга в белой короне хеджет изображён с триумфом сокрушающим его северных врагов. Фараоны объединённого Египта считали себя преемниками Гора. На вазах времён правления Хасехемуи, фараона изображали подобно Гору в белой короне.
До наших времён не дошло ни одного сохранившегося экземпляра как белой так и красной корон, поэтому неизвестно как они были устроены и из каких материалов их изготовляли. Есть только предположения, что они могли быть сделаны из войлока или кожи. Возможно также, что они плелись, как корзины, из тростника или подобных материалов. Тот факт, что подобных корон не было найдено даже в таких относительно хорошо сохранившихся захоронениях, как гробница Тутанхамона, позволяет сделать предположение, что подобные короны передавались по наследству от действующего фараона его преемнику, подобно тому как в наши дни передают короны монархи.

## Галерея

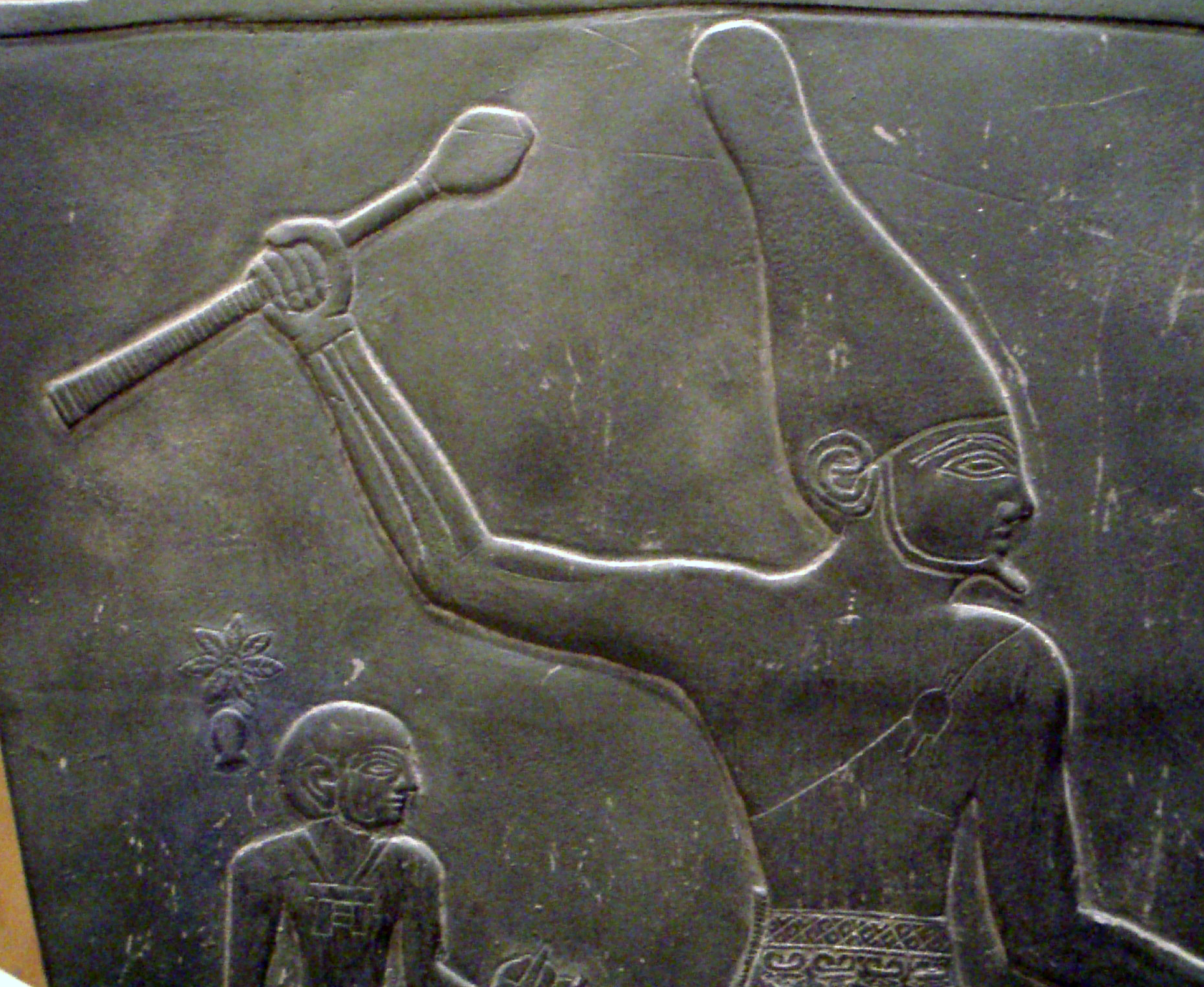
Нармер в короне хеджет.
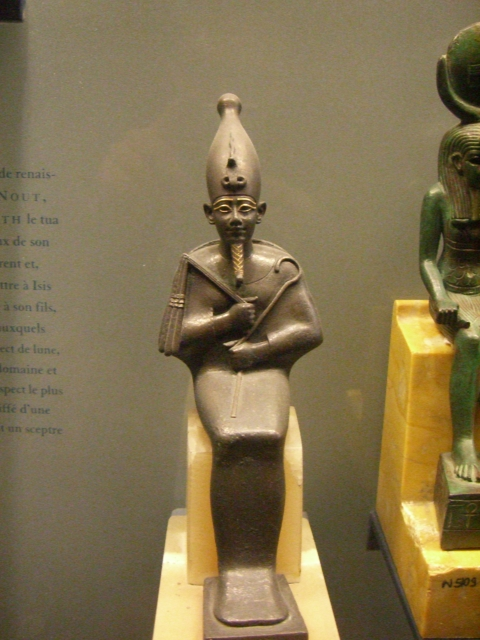
Бронзовая статуэтка Осириса. Лувр.
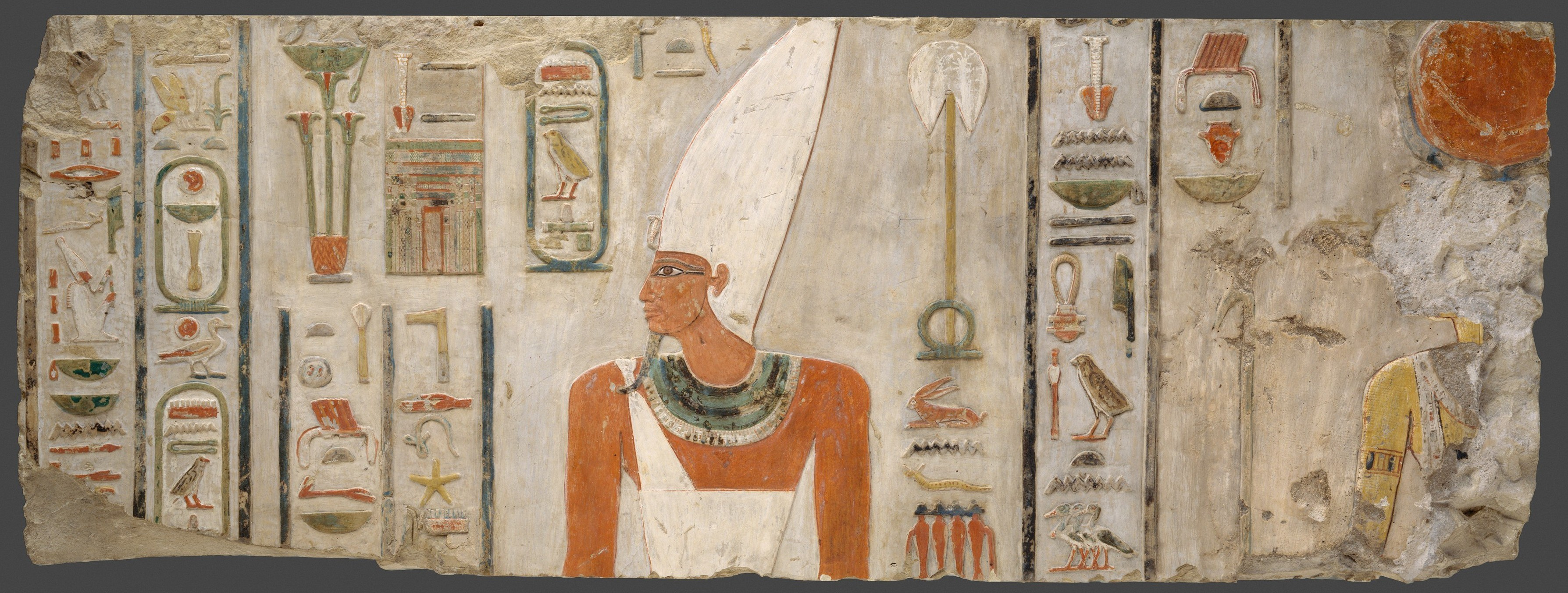
Ментухотеп II.